# Bob Dylan's Greatest Hits Vol. II
Bob Dylan's Greatest Hits Vol. II is het 2e verzamelalbum van Bob Dylan. Het werd uitgebracht op 17 november 1971 als dubbel-LP met op 3 kanten reeds eerder uitgebrachte nummers en op 1 kant nieuw werk. Omdat Dylan na New Morning geen materiaal meer geschreven had voor een nieuw studioalbum stelde Clive Davis, de president van Columbia Records, een verzamelalbum voor. Dylan ging er mee akkoord en nam zelf de selectie voor zijn rekening.  

## De opnames
In maart 1971 nam Dylan in de Blue Rock Studio in New York de single "Watching the River Flow" op. Als producer vroeg Dylan Leon Russell, die naam had gemaakt met Joe Cocker en diens Mad Dogs & Englishmen. Jesse Ed Davis speelt bottleneckgitaar, Carl Radle bas en Jim Keltner drums.
Dylan had met Happy Traum samengewerkt aan opnames met dichter Allen Ginsberg en vroeg hem samen enkele opnamessessies te doen. Op 24 september 1971 namen zij enkele nummers op, die Dylan eerder met The Band in hun huis Big Pink in Woodstock had gespeeld, maar nog nooit op een Dylan-album hadden gestaan. Traum speelde basgitaar en banjo en zong mee.

## De nummers
| 1.                 | Watching the River Flow                             | A-kant van single (juni 1971)     | 3:32 |
| 2.                 | Don't Think Twice, It's All Right                   | The Freewheelin' Bob Dylan (1963) | 3:36 |
| 3.                 | Lay Lady Lay                                        | Nashville Skyline (1969)          | 3:14 |
| 4.                 | Stuck Inside of Mobile with the Memphis Blues Again | Blonde on Blonde (1966)           | 7:06 |
| Totale duur: 17:28 |                                                     |                                   |      |

| 1.                 | I'll Be Your Baby Tonight             | John Wesley Harding (album) (1967) | 2:37 |
| 2.                 | All I Really Want to Do               | Another Side of Bob Dylan (1964)   | 4:02 |
| 3.                 | My Back Pages                         | Another Side of Bob Dylan (1964)   | 4:21 |
| 4.                 | Maggie's Farm                         | Bringing It All Back Home (1965)   | 3:49 |
| 5.                 | Tonight I'll Be Staying Here with You | Nashville Skyline                  | 3:21 |
| Totale duur: 18:10 |                                       |                                    |      |

| 1.                 | She Belongs to Me                   | Bringing It All Back Home   | 2:46 |
| 2.                 | All Along the Watchtower            | John Wesley Harding (album) | 2:30 |
| 3.                 | The Mighty Quinn (Quinn the Eskimo) | Self Portrait (1970)        | 2:43 |
| 4.                 | Just Like Tom Thumb's Blues         | Highway 61 Revisited (1965) | 5:25 |
| 5.                 | A Hard Rain's A-Gonna Fall          | The Freewheelin' Bob Dylan  | 6:47 |
| Totale duur: 20:11 |                                     |                             |      |

| 1.                 | If Not for You               | New Morning (1970)                                                                           | 2:38 |
| 2.                 | It's All Over Now, Baby Blue | Bringing It All Back Home                                                                    | 4:13 |
| 3.                 | Tomorrow Is a Long Time      | The Witmark Demos, live-opname van een concert in The Town Hall in New York op 12 april 1963 | 3:01 |
| 4.                 | When I Paint My Masterpiece  | Nieuwe opname van 16-19 maart 1971                                                           | 3:22 |
| 5.                 | I Shall Be Released          | Nieuwe opname van 24 september 1971                                                          | 3:01 |
| 6.                 | You Ain't Goin' Nowhere      | Nieuwe opname van 24 september 1971                                                          | 2:41 |
| 7.                 | Down in the Flood            | Nieuwe opname van 24 september 1971                                                          | 2:46 |
| Totale duur: 21:42 |                              |                                                                                              |      |

## Hitnoteringen
Het album bereikte nummer 14 op de Billboard 200 en nummer 12 op de UK Albums Chart. In Nederland werd de albumtop niet gehaald.
- MusicBrainz release group: 699bebfe-b8f8-3e76-bf4d-0597910cd14d